# Patterson Baseballstadion
A Patterson Baseballstadion és Washington Trust Sportpálya a Gonzaga Bulldogs sportlétesítménye a Washington állambeli Spokane-ben. Az 1300 állandó ülőhellyel (összesen 2300 fős befogadóképességgel) rendelkező komplexum a 2006. júniusi alapkőletételt követően 2007. március 15-én nyílt meg.
Az ALSC Architects által tervezett létesítményben természetes gyeppel borított pálya és mosoda is található. A korábban a posta tulajdonában lévő terület tengerszint feletti magassága 580 méter. A létesítmény névadói Michael Patterson, az egyetem igazgatótanácsának elnöke, valamint a Washington Trust Bank.
A baseballcsapat 2003-ig a korábban a McCarthey Atlétikai Központ helyén fekvő August/ART Stadionban, később pedig a Spokane Falls Közösségi Főiskola tulajdonában álló Avista Stadionban játszott.

## Fordítás
- Ez a szócikk részben vagy egészben  a   Washington Trust Field and Patterson Baseball Complex című angol Wikipédia-szócikk ezen változatának fordításán alapul.  Az eredeti cikk szerkesztőit annak laptörténete sorolja fel. Ez a jelzés csupán a megfogalmazás eredetét és a szerzői jogokat jelzi, nem szolgál a cikkben szereplő információk forrásmegjelöléseként.